# 阿尔滕里特
阿尔滕里特是德国巴登-符腾堡州的一个市镇。总面积3.35平方公里，总人口1904人，其中男性948人，女性956人（2011年12月31日），人口密度568人/平方公里。